# Passo di Crocedomini
Il passo di Crocedòmini (anticamente Crux Dominii o passo Crus Domine, riportato su alcune mappe come passo di Croce Dominii o passo di Croce Domini) è un valico alpino delle Prealpi bresciane situato in provincia di Brescia a 1.892 m. s.l.m. a sud del parco dell'Adamello, in Lombardia.

## Descrizione

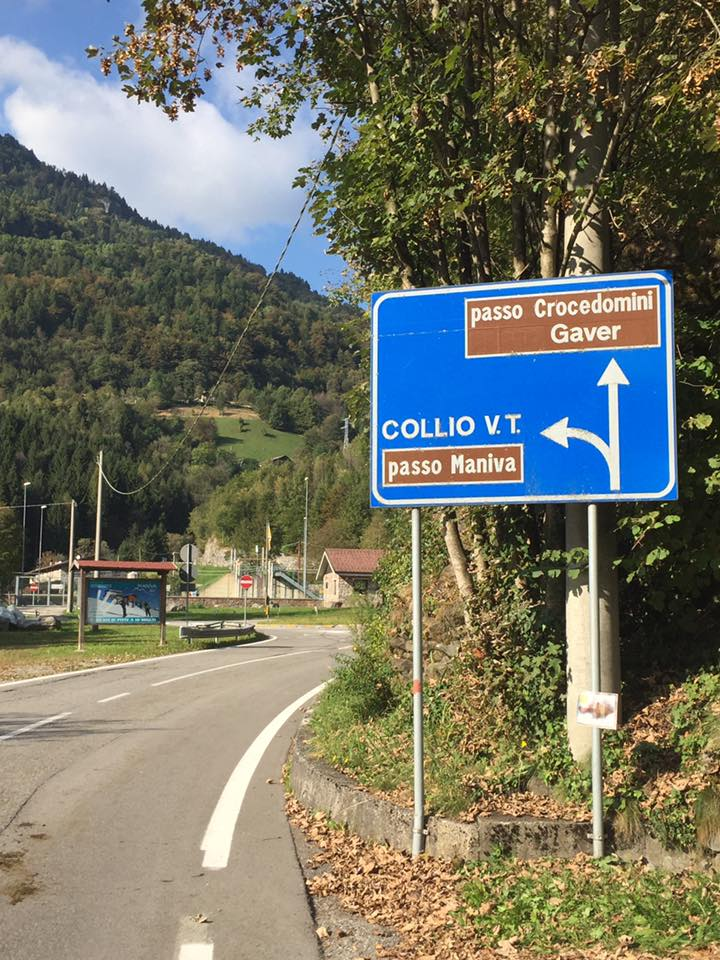
Bagolino. Incrocio sulla SP669 con deviazione (strada comunale) per passo Maniva (a sx) e passo Crocedomini (diritto)

Dal punto di vista orografico il passo separa le Alpi Retiche meridionali dalle Prealpi Bresciane e Gardesane. Si trova poco a nord del punto in cui si uniscono le Tre Valli Bresciane:
- Val Trompia;
- Val Camonica;
- Val Sabbia.

Dal punto di vista amministrativo, il passo è all'interno del comune di Breno, poco sopra della località Bazena. Al passo si trova il rifugio omonimo, chiuso d'inverno.
Può essere raggiunto percorrendo da Concesio o da Breno la SS 345 delle tre Valli, oppure tramite la SS 669 del Passo di Crocedomini, che collega il Lago d'Idro al passo transitando per Bagolino. Tutti e tre i percorsi che convergono al passo sono chiusi nella stagione invernale; inoltre, il tratto di strada che congiunge il valico al passo Maniva comprende due tratti non asfaltati, uno della lunghezza di sei chilometri e l'altro di circa 500 metri, che ne fanno un percorso piuttosto impegnativo. Salendo da Breno la provinciale 345 è aperta d'inverno (solitamente) sino alla Bazena (ovvero 2 km prima del passo).

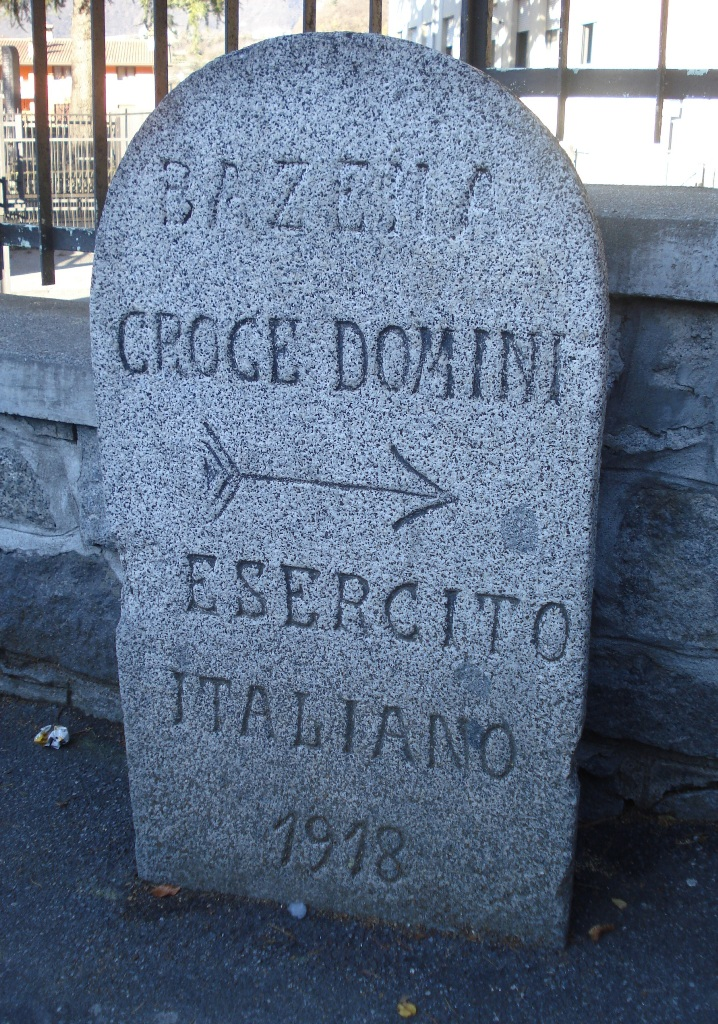
Cippo segnalatore del passo Crocedomini a Bienno

## Origine del nome
Il nome tradotto dal latino significa letteralmente "Croce del dominio" per indicare in antico la delimitazione di proprietà di diversi comuni, Bagolino, Breno e Collio, difatti il passo di Crocedomini accoglie una croce antica dalla quale prende il nome. Il manufatto in ferro battuto serviva a segnalare un tempo il confine tra i territori dominati dal Ducato di Milano e successivamente Repubblica di Venezia.

## Storia
Il passo era praticato ancora dai tempi antichi come comunicazione fra le tre valli e secondo lo storico Bresciano Gabriele Rosa riporta nelle sue guide turistiche della Valcamonica del 1886, che già tra le popolazioni romanizzate era in uso depositare su un altare presso il Passo dei doni votivi per propiziarsi il favore degli dei lungo il viaggio, scrive: "... è anche un sito detto pietra dell’altare, ricordante riti gentili, perché il valico è antico e rocca de’ pagani si dicono avanzi di vetusto castello sopra Prestine".
Tra i passaggi storici si ricordano quello dell'imperatore Federico I Barbarossa nel 1166 e quello dell’eretico fra Dolcino di Novara nel 1304 seguito dalla moglie Margherita di Condino e dei suoi fidati discepoli. Difatti costui in missione fra le valli alpine per raccogliere adepti nelle Giudicarie e a Bagolino, si trovò braccato dal tribunale dall'Inquisizione del principe vescovo di Trento. Costretto alla fuga, si mosse verso il passo per scendere in Lombardia, forse protetto dai signori di Breno, fino a raggiungere Martinengo, nella piana bergamasca, con l’obiettivo di incontrare e di ingraziarsi Matteo Visconti, signore di Milano, tradito dallo stesso, troverà la sua fine sulle montagne biellesi, catturato, torturato e processato, fu arso vivo sul rogo il 1º giugno 1307.
Nel 1500-1600, secondo la credenza popolare, il passo era considerato il luogo preferito dalle streghe per i loro convegni, il detto sabba o akelarre in basco, e sarebbe stato in presenza del demonio, durante il quale venivano compiute pratiche magiche, orge diaboliche e riti blasfemi.
Un documento napoleonico del 1805, indica, fra le maggiori comunicazioni della Valcamonica, anche una "stradella", lunga 7 miglia, che dal fondovalle conduce a Esine, Berzo e Bienno, tutti abitati "assai trafficanti di ferro e di legnami". Una mulattiera arriva poi a Campolaro, da cui si prosegue per un sentiero percorribile con animali, ma ripido e angusto, fino al passo.

### 1166, il transito dell'imperatore Federico I Barbarossa
Un'antica tradizione orale più volte riportata nei secoli dagli storici, tra questi Cipriano Gnesotti nelle sue Memorie delle Giudicarie del 1700. e nei rapporti segreti dei provveditori veneti di Salò inviati al Consiglio dei Dieci a Venezia nel 1600, racconta che nell'ottobre del 1166 l'imperatore di Germania, Federico I detto il Barbarossa, scese in Italia con il proprio esercito composto da circa 10.000 uomini per la quarta volta con l'intento di strappare all'Imperatore d'Oriente la base che egli manteneva nell'Italia centrale e assoggettare le città ribelli alla politica del Sacro romano impero. Costui, passato per Trento, dopo aver percorso la consueta Valle dell'Adige e vista l'impossibilità di raggiungere Milano data l'ostilità dei Veronesi e dei Castelbarco che avevano sbarrato con ingenti forze la Val Lagarina, espugnato i castelli ghibellini di Rivoli e Appendice, e quella delle città di Brescia e Bergamo, deviò sulla sponda orientale del lago di Garda e imbarcò a Garda i propri armati fino all'approdo di Toscolano. Qui, guidato dai fedeli conti di Lodrone, feudatari ghibellini, si inerpicò nella Valle del Toscolano, raggiunta la Val Vestino, da Turano salì alla Bocca Cocca  e per la mulattiera del monte Cingolo Rosso discese a Lodrone, donde per Bagolino e passo di Croce Domini passò in Valcamonica a Breno e raggiunse così Milano nel mese di novembre. Per alcuni questo passaggio, per altri invece quello di papa Alessandro III avvenuto nello stesso anno nel mese di novembre, sarebbe ricordato da certe lettere incise "in macigno" vicino al luogo denominato Scaletta nel territorio di Bondone presso il monte Cingolo Rosso. Altri storici non menzionano il fatto, invece, al contrario, tra questi Ludovico Antonio Muratori, sostengono che dalla Valle dell'Adige il Barbarossa ritornò sul suo cammino e puntò al passo del Tonale calando poi nella fedele Valcamonica. Mentre per altri studiosi, i due fatti non sono in contrapposizione fra loro e anzi lecitamente si può supporre per Cipriano Gnesotti un transito breve dell'imperatore passando in Val Vestino con la sola scorta dei Lodron e di poche unità per raggiungere al più presto possibile e in gran segreto la rocca di Breno, mentre il grosso dell'esercito, vista l'impossibilità di essere traghettato via lago dalle esigue imbarcazioni presenti, un passaggio più lungo a nord nella Valle di Non.

### La Grande Guerra
Nel 1915, anno d'inizio della Grande Guerra, il confine italiano correva sulla linea tra il Monte Adamello e il Passo dello Stelvio. Ma fu proprio questa rilevanza strategica a porre le due valli lombarde di confine (Val Camonica e Valtellina) al centro del teatro di numerosi e aspri combattimenti; il crollo del fronte Lombardo avrebbe significato per l'Impero austro-ungarico la possibilità di muovere contro Brescia, Bergamo e Milano e, più in generale, verso la pianura Padana.
Le maggiori problematiche per gli eserciti in campo erano costituite dall'orografia marcatamente mossa dei versanti e delle rupi, nonché da un clima certamente impossibile nella stagione invernale (freddo e valanghe). Occorre inoltre aggiungere che si trattava di territori di guerra mai prima di allora conosciuti valutati nelle più comuni strategie militari e pertanto, causa di dolorosi imprevisti.
Gli Italiani costruirono due linee di difesa, ognuna protetta da numerosi sbarramenti, sulle dorsali del Montozzo e del Passo del Tonale cui compiti, stabiliti dal Comando italiano, dovevano essere quasi esclusivamente difensivi.
Il Regno d'Italia era tuttavia sprovvisto di fortificazioni (e gli austriaci disponevano di ben cinque forti sul versante trentino: Strino, Velon, Mero, Zaccarana e Presanella: Italiano era invece il forte Corno d'Aola sul versante camuno) e, fu proprio la costruzione di abartament come quello del Montorza del Tonale la soluzione ritenuta migliore per contenere l'esercito austriaco.
La località del Passo di Crocedomini allo scoppio della prima guerra mondiale del 1915 fu prontamente presidiato dal 77º e dal 78º Reggimento della Brigata Toscana e siccome le alture di Bazena-Crocedomini costituivano un punto fondamentale per quanto riguarda la viabilità di collegamento delle strutture difensive camune con quelle della Valle Trompia e del Lago d'Idro attirarono l'attenzione del Genio militare. 
Così una importante arteria militare venne appositamente realizzata partendo da Breno e, raggiunta la località Bazena, si spingeva al Passo Crocedomini dove si biforcava: da una parte in direzione dell'Alta Valle del Caffaro; dall'altra, aggirato il Dosso Alto, attraverso il Passo della Spina, giungeva al Passo del Maré e al Forte di Cima dell'Ora con collegamento ad Anfo sulle rive del Lago d'Idro, con uno sviluppo complessivo, da Breno ad Anfo, di oltre 57 chilometri.
Le strade di grande traffico, in corrispondenza della linea di confine o, comunque, in posizioni tali da poter essere osservate dall'avversario, venivano coperte con opere di mascheramento al fine di occultare il traffico di uomini e di mezzi, consentendo in tal modo il regolare avvicendamento delle truppe, il rifornimento dei materiali, il passaggio di artiglierie. Tale mascheramento veniva fatto con numerose quinte di tela, vimini, o erba.
Lungo l'imponente rete viaria militare che dal fondovalle saliva, prima con strade e poi con mulattiere e sentieri, fin sulle più impervie linee del confine con l'Austria-Ungheria, avveniva il quotidiano transito di uomini, mezzi e soprattutto armi e munizioni: numerosissimi pezzi d'artiglieria vennero progressivamente dislocati su tutte le creste di confine, nei punti ritenuti più strategici per le varie azioni di difesa e di attacco.
Cannoni, obici, mortai e bombarde di ogni calibro vennero issati con fatiche sovrumane su elevazioni e creste fino ad allora ritenute irraggiungibili da un pezzo d'artiglieria. Tra tutti, da parte italiana primeggia il grande cannone da 149G (dal peso di circa 80 q.li) portato a Cresta Croce a 3.444 metri di quota; da parte austriaca merita di essere ricordato il cannone da 10,4 cm Modello 1915 (da 35 q.li) portato sul monte Botteri, in alta Val Nardis, a 3171 metri. Oltre a questi due casi unici, con infinite fatiche e sacrifici da ambo le parti, altre centinaia di pezzi vennero piazzati sulla lunga linea del fronte lombardo dal Passo dello Stelvio al Lago di Garda.
Anche sul monte Crocedomini, a quota 2.055 m slm, furono installate due postazioni antiaeree per la sorveglianza dell'omonimo passo, snodo stradale tra Val Camonica, Valle Sabbia e Valle Trompia, e quindi di fondamentale importanza strategica. Sono ancora ben visibili i basamenti circolari in calcestruzzo delle due postazioni ed il perno centrale. Dalla strada militare Passo Crocedomini-Maniva si diparte la mulattiera militare ancora ben visibile, ancorché completamente inglobata nel pascolo, che con un percorso di circa 600 metri porta alle postazioni militari, che sono corredate anche da una serie di trincee ancora ben conservate.

### Il soldato italiano
Nel corso del Primo conflitto mondiale l'estremità occidentale del fronte italo-austriaco attraversava i due imponenti gruppi montuosi dell'Ortles-Cevedale e dell'Adamello-Presanella, per cui le due parti in lotta furono costrette a combattere, per oltre tre anni e mezzo, una terribile guerra, consumata su postazioni di roccia e ghiaccio ad oltre 3000 metri di quota in condizioni difficilissime.
Vivere a quelle quote costituiva per i soldati un grande problema: l'inverno durava otto mesi ininterrotti, con nevicate abbondanti da ottobre a maggio ed altezze medie della neve dai 10 al 12 metri. Il freddo, implacabile nemico quotidiano, oscillava mediamente dai-10° ai-15 con punte notturne da -20° a-25° ed anche oltre. In questo "inferno bianco" gli alpini e fanti italiani e i soldati austriaci, oltre a combattere fra loro, dovevano anche sopravvivere alle estreme condizioni ambientali, fra cui le implacabili e micidiali valanghe.
Sull'Adamello tutte le azioni svoltesi nei tre anni di guerra tendevano sostanzialmente a scardinare, direttamente o indirettamente, il caposaldo austriaco dei Monticelli, così da poter aver via libera sul Passo del Tonale. Gli Austriaci avevano disposto trinceramenti e scavato numerose caverne lungo la linea del fronte che collegava i Monticelli alle alture del Tonale orientale. Inoltre avevano occupato anche passi Paradiso, Castellaccio e Lagoscuro che dominavano la conca di Ponte di Legno.
Oggi sono presenti sul territorio numerose testimonianze di quei terribili, ma gloriosi anni; si tratta di manufatti costruiti dalle truppe alpine disseminati a migliaia lungo la direttrice orografia dell'Adamello (postazioni militari, mulattiere, sentieri, teleferiche, ricoveri, grotte, trincee, ecc).

### Alpini a presidio delle vette
Il soldato alpino, scelto prioritariamente tra la popolazione locale, si mostrò particolarmente adatto a resistere alle difficili condizioni operative. Questo fatto si rivelò vincente, soprattutto nei confronti della scelta diffusa di procedere con arruolamenti generici. In entrambi gli schieramenti si cercò di reclutare contadini, pastori e montanari delle stesse zone teatro di guerra. Questo genere di truppe scelte fu l'unico a incarnare naturalmente lo spirito di difesa dei confini, proprio perché direttamente interessato a proteggere i propri paesi, la propria comunità, le proprie famiglie.
Il patriottico inno della canzone del Piave (composto due anni dopo lo scoppio del conflitto per rimarcare l'invasione italica ad opera dell'esercito austro-ungarico avvenuta il 24 maggio 1915), servì proprio a consolidare gli animi difensivi contro il nemico e fu proprio l'esempio del soldato alpino a spronare i comandanti dell'esercito italiano sul fatto che occorreva affermare una maggiore coscienza nazionale del pericolo in atto. Questo episodio viene, infatti, da molti indicato come "determinante" per la nostra vittoria finale.
Occorre tuttavia sottolineare che, al contrario di quanto si possa credere, la guerra alpina non assunse mai caratteristiche dello scontro di massa, ma fu proprio i sacrificio di oltre 80.000 soldati alpini a determinare le sorti dell'intero conflitto a nostro favore.

### L'inferno bianco
"Si sta come d'autunno sugli alberi le foglie" così scriveva nel 1918 nella sua poesia Giuseppe Ungaretti sulla precarietà della vita dei soldati al fronte.
Ad un'altezza oltre la quale si spegne ogni forma di vita e la stessa natura si fa nemica dell'uomo, è difficile, anche con le più moderne tecnologie, riuscire a credere come le truppe alpine impegnate nella Grande Guerra siano riuscite a continuare la propria esistenza in condizioni tanto impervie, quanto estreme. La lotta contro il maltempo, le tormente di neve, il freddo e gi assideramenti diventò più importante della lotta stessa contra il nemico. Soprattutto in inverno e alle quote più alte i combattimenti cessavano quasi del tutto e i soldati erano impegnati allo spasimo a difendersi dalla neve, a cercare di mantenere i collegamenti con il fondovalle per avere rifornimenti di cibo e di legna per riscaldarsi. L'inverno tra il 1916 e il 1917, oltretutto, fu tra i più freddi e nevosi del secolo e, nonostante i due eserciti si fossero organizzati a resistere costruendo baracche, ricoveri, caverne nella roccia e decine di chilometri di teleferiche per i rifornimenti, la vita del soldato alpino si rivelò comunque al limite dell'impossibile.
Per sottrarsi alla morsa del gelo nel ventre della Marmolada gli Austriaci costruirono una vera e propria città sotto il ghiaccio con oltre otto chilometri di gallerie, ricoveri per gli uomini, depositi di viveri e munizioni, stazioni delle teleferiche, un'infermeria, uffici del Comando, in tutto vi eran una trentina di caverne scavate nello spessore del ghiacciaio a parecchi metri di profondità, collegate fra loro da cunicoli muniti di ponticelli e passerelle.

## Luoghi di interesse

### Malga Cadino della Banca
La Malga si trova a circa un paio di chilometri dal Passo e fa parte dell'alpeggio Camprass-Cadino della Banca, di proprietà del comune di Breno e costituito dalle stazioni di Malga Camprass, Malga Cadino della Banca, Malga Casinetto della Banca e Malga Casinetto di Cima. Ha superficie di pertinenza di circa 680 ha, di cui almeno 240 sono attualmente i pascoli propriamente detti tra cui spiccano i pascoli su matrice rocciosa calcarea, dalla composizione floristica varia e assolutamente di pregio.
La Malga è tenuta dal Ducoli, soprannominato “el sviser”. Uomo incredibilmente forzuto e parzialmente bionico (ha un’artroprotesi di anca inserita dal dott. Maffi a gennaio 2020) passa le sue giornate tra i pascoli, le sale mungitura e il laboratorio per la creazione dei suoi squisiti formaggi vaccini. Molto rinomata appunto è la pasta al burro di malga, specialità della moglie del Ducoli.
Rappresenta quindi una delle realtà pascolive più produttive dell'intero Parco Adamello, con sede principale delle attività di trasformazione presso Malga Cadino della Banca.
La stazione principale è ben servita da strada camionabile, dotata di acqua corrente, mentre l'approvvigionamento idrico scarseggia presso quasi tutte le altre stazioni.

### Formaggi, burro, ricotte e fiurit
I formaggi vaccini sono i principali e più tradizionali prodotti realizzati nel Parco dell'Adamello. Piuttosto variegata è la gamma dei formaggi, la maggior parte dei quali a latte crudo.
Il più importante formaggio tradizionale è prodotto a pasta semicotta con latte parzialmente scremato, destinato ad una medio-lunga stagionatura: se prodotto seguendo il relativo disciplinare dà origine al "Silter Camuno-Sebino", per il quale è in corso l'attribuzione della Denominazione d'Origine Protetta (D.O.P.). II suo nome deriva dal termine con il quale nel dialetto locale si indicava il fabbricato rurale adibito alla stagionatura del formaggio.
Di assoluto rilievo la produzione realizzata in estate in malga, con animali alimentati al pascolo per un prodotto aromatico e la cui origine è strettamente legata all'ambiente naturale.
Ogni forma è dunque un prodotto assolutamente artigianale, sempre più apprezzata in quanto prodotto d'eccellenza, al punto che la produzione di certe malghe e di certi mesi viene prenotata con anticipo da alcuni appassionati consumatori.
Un'altra importante categoria di prodotti sono i formaggi a breve stagionatura, tra cui Formaggelle e Casolet, unitamente ad altri derivati del latte. Il Burro innanzitutto, ottenuto per zangolatura della panna da affioramento naturale; la Ricotta, tratta dal siero di caseificazione; il Fiurit, la prima più liquida ed apprezzata porzione della ricotta stessa.

## Sport

### Il Giro d'Italia
Le strade che congiungono il Passo di Crocedomini con il fondovalle sono state percorse dal Giro d’Italia per sei volte: nel 1970 (unica scalata del versante camuno), 1976, 1982, 1997, 1998 e 2022. Nel corso del passaggio dell'edizione del 1998, avvenuto il 4 giugno durante la frazione da Cavalese a Montecampione, si staccò il campione svizzero Alex Zülle, a lungo Maglia Rosa quell'anno e ancora in lotta per la vittoria e il podio finali, che prese poi decine di minuti al traguardo; la tappa divenne famosa grazie agli scatti continui di Marco Pantani nel corso del duello con il russo Pavel Tonkov nell'ascesa finale verso Montecampione.